# Estadio Metropolitano Roberto Meléndez
Estadio Metropolitano Roberto Meléndez är en multifunktionsarena i Barranquilla i Colombia, med en totalkapacitet på 49 612 åskådare. Arenan började byggas 1975, och invigdes den 11 maj 1986. Colombias fotbollslandslag använder ofta arenan under sina landskamper. Junior Barranquilla använder arenan för sina matcher i fotboll.